# گالینا بورزنکووا
گالینا بورزنکووا (روسی: Галина Борзенкова؛ زادهٔ ۲ فوریهٔ ۱۹۶۴) بازیکن هندبال اهل تیم متحد در بازی‌های المپیک است.